# Daniel Kamho
Daniel Hangula Kamho (* 1949; † 2. Februar 2004 in Swakopmund) war ein namibischer Politiker (SWAPO).
Daniel Kamho wurde in jungen Jahren Mitglied der SWAPO und 1992 der erste demokratisch gewählte Bürgermeister von Swakopmund. Er hielt diese Position bis 1998, wurde dann für ein Jahr durch Samuel Nuuyoma abgelöst. Im darauffolgenden Jahr wurde Nuuyoma Gouverneur von Erongo und Kamho übernahm das Bürgermeisteramt erneut bis 2003. Aufgrund seines Leidens an einem Gehirntumor kandidierte er für 2004 nicht mehr für sein Amt und wurde durch Rosina ǁHoabes abgelöst, die erste weibliche Bürgermeisterin Swakopmunds. Kamho starb 2004 im Alter von 55 Jahren.
Daniel Kamho war seit 1978 mit Thekla Kamho verheiratet und hatte zwei eheliche Kinder.